# Палаванска летећа веверица
Палаванска летећа веверица (лат. Hylopetes nigripes) је сисар из реда глодара и породице веверица (Sciuridae). 

## Распрострањење
Ареал врсте је ограничен на једну државу. Филипини су једино познато природно станиште врсте.

## Станиште
Станиште врсте су шуме нижих предела.

## Начин живота
Палаванска летећа веверица прави гнезда у дупљама дрвећа. 

## Угроженост
Ова врста је на нижем степену опасности од изумирања, и сматра се скоро угроженим таксоном.